# Фокер
Фокер (хол. Fokker) је некадашња холандска фабрика путничких авиона, која је угашена након банкротства 1997. године. Фабрика је добила име по оснивачу Антону Фокеру (1890—1939), који је са двадесет година израдио свој први лаки авион назван Спин. Са непуну 21 годину, Фокер је демонстрирао лет овог авиона, правећи кругове око великог градског трга и цркве у граду Харлем, Холандија.
Ради бољих услова рада, Фокер одлази у Немачку, Берлин где оснива своју прву радионицу, а затим у Шверин где изграђује авионе које је Немачка војска користила у Првом светском рату. Међу најпознатијима је трокрилац Фокер  с којим је немачки пилот Манфред фон Рихтхофен, познат као Црвени Барон, остварио осамдесет победа у ваздушним борбама.

## Међуратни период
Фабрика авиона Фокер је радила са највише успеха у периоду од 1920. до 1930. године када је била једна од главних произвођача цивилних авиона. Наиме, након рата, 1919. године Антон Фокер се враћа у Холандију и оснива своју фирму „Холандска фабрика авиона“, избегавајући тако назив Фокер ради умешаности у Први светски рат. Фабрика је углавном производила цивилне авионе али није одустајала нити од војних за потребе холандског и финског војног ваздухопловства. За Фокер следи најуспешније доба које почиње изградњом F.VIIa/3m тримотора, путничког авиона којег је користило 54 авио-компанија. 1923. Фокер отвара огранак енгл. Atlantic Aircraft Corporation у Америци, која 1927. мења име у енгл. Fokker Aircraft Corporation of America, следи удруживање са Корпорацијом Џенерал Моторс, а 1930. године Антон Фокер бива запостављен од стране управе ЏМ и незадовољан односима 1931. даје отказ. 23. децембра 1939. Фокер умире у Њујорку.

## Фокер након другог рата
Крајем Другог светског рата фабрика је била у потпуности уништена, па је након рата било врло тешко вратити јој стару славу. Фабрика је у почецима производила једрилице, а војне транспортне авионе типа Дакота прерађивала је у цивилне, изграђен је први Фокер F25 авион, потом војни школски Фокер S-11 који су наручиле војне снага неколико земаља. 1951. изграђена је нови погон фабрике поред Амстердама одакле су изашли многи модели авиона према лиценци Локидовог F-104 Старфајтера. Друга фабрика за производњу и одржавање изграђена је у Воендрехту на југу Холандије. 1958. представљен је путнички авион Фокер F27, који је уједно и најуспешнији Фокеров модел са око 800 продатих примерака до 1986. године. 1962. излази модификована верзија овог авиона Фокер F28 који је произведен у 240 примерака. Фокер је био и један од главних партнера у производњи америчког ловца F-16 фајтинг фалкон и борбених авиона са млазним погоном које су уз Норвешку, користиле ваздухопловне снаге Белгије и Данске.

## Банкротство
1981. године, фабрика авиона Фокер је започела развој два нова модела авиона, турбо-елисни Фокер 50 и турбо-млазни Фокер 100. Почетни успех и финансијска добит довела је до развоја модела Фокер 70, који је верзија нешто мањих димензија модела Ф100. Ради конкуренције продато је мање авиона од очекивања, те је крајем 1996. Фокер објавио престанак производње.

## Типови авиона
- Фокер F26
- Фокер F27
- Фокер F28
- Фокер 50
- Фокер 70
- Фокер 100